# Bombus lucorum
Белорепи бумбар (Bombus lucorum) je врста из рода Bombus и распрострањена је широм Европе. Специфични су и препознатљиви по белом репу од којег потиче и само име врсте. Оно што им помаже у бржој и лакшој крађи нектара јесте поседовање доста краћег језика.

## Таксономија
Постоји доста сличних врста на свету које је тешко разликовати те је ово име пре кориштено за више идентичних јединки. 1983. године су  научници Scholl и Obrecht предложили назив Bombus lucorum јер се тешко разликују од врста Bombus magnus i Bombus cryptarum.

## Опис
B. lucorum је врста великог бумбара, где матица и радилице варирају и разликују се по величини тела. Краљица гнезда води главну реч а притом је и највећа дужине 18–22 mm, распоном крила од око 36 mm и тежином од 0,46–0,70 g. Најчешће их је лако разликовати од мужјака по томе што мужјаци имају жуће носеве и у већој бројности жутих длачица. Поред тих разлика, видљиво су другачије и од радилице по величини тела где су радилице упоредно мање дужине 12-18 mm и тежине 0,04-0,32 g. Због адаптивних вредности као што су краћи језици и код радилица рожна овојница око језика, могу лакше и ефикасније доћи до нектара без уласка у цвет помоћу рупе коју направи и без директног контакта са поленом. Доминира црна боја коју допуњава беложута крагна заједно са жутом траком трбушног сегмента. Сам крај репа је беле боје што их и чини донекле другачијим од осталих врста из рода Bombus.

## Распрострањеност и станиште
Налази се у широком спектру и ареалима Европе и то најчешће на северу до Исланда. Може се наћи на Палеарктику (укључујући Јапан), арктичком и западном Неарктику. Колико год ова врста била веома распрострањена, ипак није никада стигла до Медитерана. Насељава станишта која су богата цвећем тј. храном ( нектаром ) као што су : рубови шума, урбане баште, разни паркови, ливаде, пољопривредна земљиштима, пашњаке итд. На самом станишту гнезда им се налазе претежно испод земље те траже напуштена гнезда мишева или волухарица која претварају у своја. Гнезда су им веома великих размера и састоје се од око 400 радилица.

## Колонија и исхрана
Једна од првих врста које излазе из хибернације јесте уствари ова врста. Да ли ће краљица изаћи у фебруару или марту зависи од самог подручја. Најчешће лете близу земље, тражећи рупу за нова гнезда. Гнезда стварају хранећи се цвећем те тиме праве резерве. Радилице се придружују крајем марта и почетком маја а мужјаци нешто касније у августу. Као и код већине врста мужјаци остављају феромоне на трави да би привукле матице. У самом гнезду, краљице формирају кружну комору где гради ћелију од воштаног јајета и ту полаже прву серију јаја. Претежно се хране многим баштенским биљкама као што су лаванда, хеба, филадендрон, мртва коприва, чичак, грахорица итд. 